# Albert Stoelzel
Albert Stoelzel, né le 10 janvier 1872 et mort le 16 septembre 1928, est un contre-amiral allemand.

## Biographie
Albert Stoelzel s'engage dans la marine impériale le 14 avril 1890. Il passe ensuite tout son service naval en cinq mois de formation sur le navire-école Niobe. Au printemps 1891, il est Seekadett sur le navire-école Moltke, qui visite les Antilles, La Guaira et Bahía Blanca. Son brevet de Fregattenkapitän date du 27 janvier 1913.
À partir d'octobre 1911, il est déjà chef de département à l'Amirauté de la Marine (de) et y est promu Kapitän zur See le 17 octobre 1915 D'octobre 1916 à novembre 1917, il est chef du groupe des opérations à l'état-major de l'Amirauté. À partir du 3 janvier et jusqu'au 2 novembre 1918, il prend le commandement du croiseur de bataille Goeben battant pavillon ottoman. Il est licencié le 24 novembre 1918.
Jusqu'en 1918, Stoelzel a notamment reçu l'ordre de l'Aigle rouge de 4e classe, l'ordre royal de la Couronne de 2e classe avec épées, la croix du commandant de 2e classe de l'ordre du Lion de Zaeringen, l'ordre bavarois du Mérite militaire de 2e classe avec couronne royale et les épées, la croix hanséatique et les deux classes de la croix de fer.
Le 29 décembre 1919, il reçoit le caractère de contre-amiral.

## Publications
- Ehrenrangliste der Kaiserlich Deutschen Marine, 1914–1918. Association des officiers de marine, Thormann & Goetsch, Berlin 1930, S. 133.